# Monika Michalik
Pour les articles homonymes, voir Michalik.
Monika Ewa Michalik est une lutteuse polonaise née le 2 mai 1980 à Międzyrzecz.

## Palmarès

### Jeux olympiques
- Médaille de bronze en lutte libre dans la catégorie des moins de 63 kg en 2016
- 5e place en lutte libre dans la catégorie des moins de 63 kg 2012
- 8e place en lutte libre dans la catégorie des moins de 63 kg  en 2008

### Championnats du monde
- Médaille de bronze en lutte libre dans la catégorie des moins de 63 kg en 2007
- Médaille de bronze en lutte libre dans la catégorie des moins de 63 kg en 2006

### Golden Grand Prix
- Médaille d'or en lutte libre dans la catégorie des moins de 63 kg en 2010 à Bakou
- Médaille d'or en lutte libre dans la catégorie des moins de 63 kg en 2010 à Klippan
- Médaille d'or en lutte libre dans la catégorie des moins de 63 kg en 2012 à Klippan
- Médaille d'argent en lutte libre dans la catégorie des moins de 63 kg en 2006 à Bakou
- Médaille de bronze en lutte libre dans la catégorie des moins de 63 kg en 2009 à Bakou

### Championnats d'Europe
- Médaille d'or en lutte libre dans la catégorie des moins de 63 kg en 2017 à Novi Sad
- Médaille d'or en lutte libre dans la catégorie des moins de 63 kg en 2005
- Médaille d'or en lutte libre dans la catégorie des moins de 59 kg en 2003
- Médaille d'or en lutte libre dans la catégorie des moins de 63 kg en 2009
- Médaille d'argent en lutte libre dans la catégorie des moins de 63 kg en 2013 à Tbilissi
- Médaille d'argent en lutte libre dans la catégorie des moins de 63 kg en 2006
- Médaille d'argent en lutte libre dans la catégorie des moins de 59 kg en 2002
- Médaille de bronze en lutte libre dans la catégorie des moins de 63 kg en 2012 à Belgrade
- Médaille de bronze en lutte libre dans la catégorie des moins de 63 kg en 2008
- Médaille de bronze en lutte libre dans la catégorie des moins de 63 kg en 2007

### Championnats de Pologne
- Championne nationale en 2001, 2002, et de 2005 à 2016